# Корсо

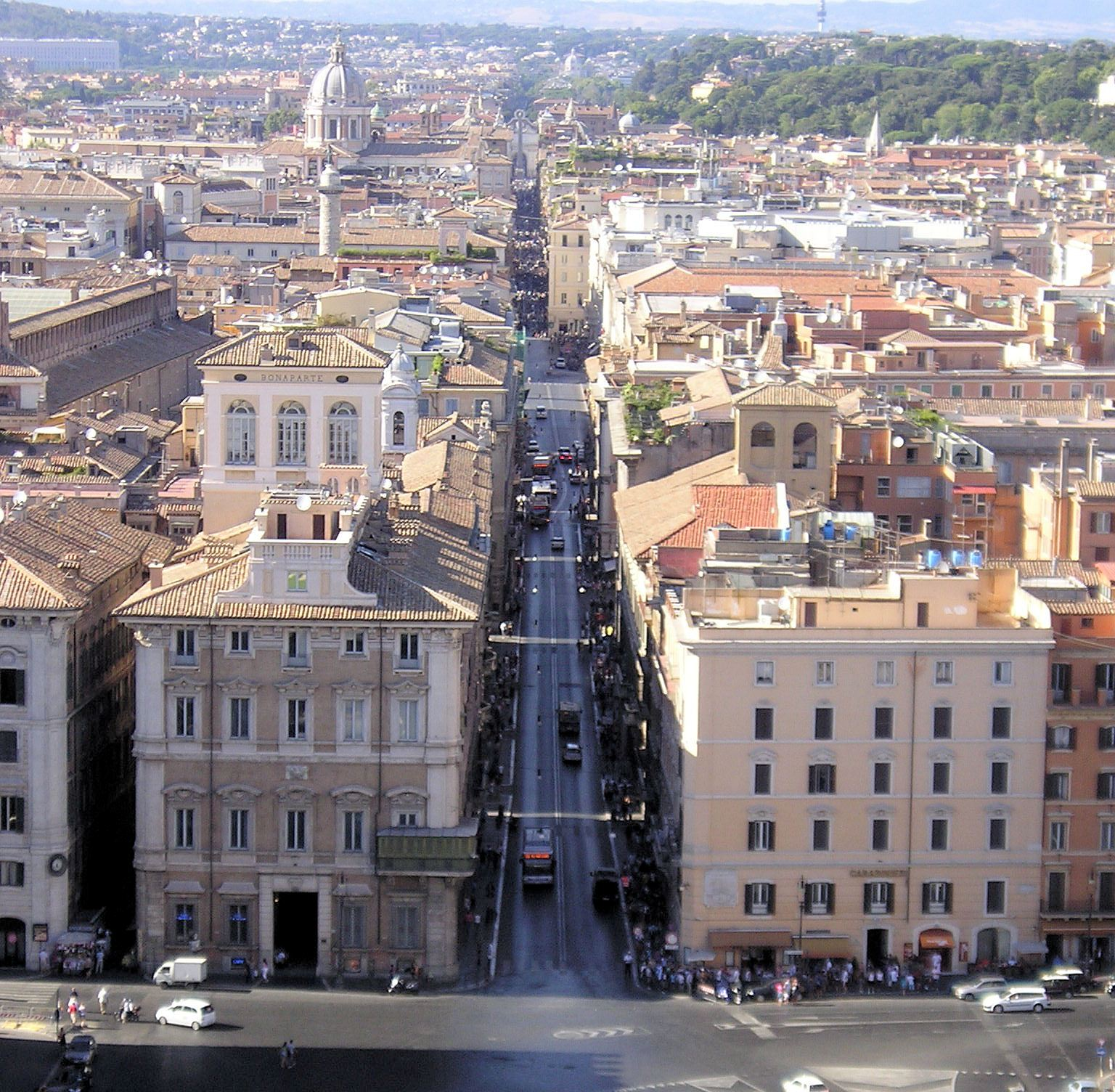
Вулиця Корсо в Римі

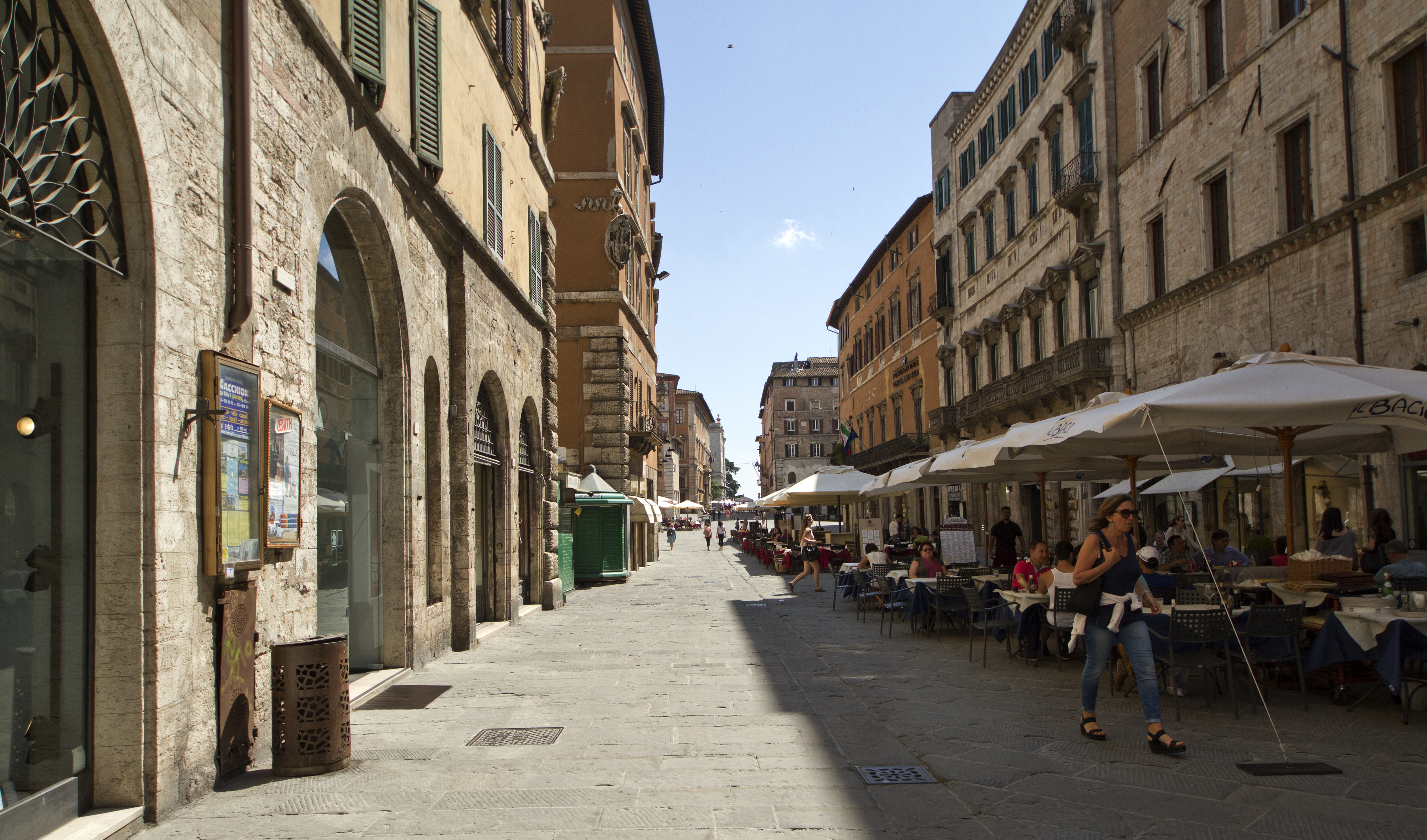
Корсо Вануччі в Перуджі

Корсо (італ. Via del Corso) — одна із магістралей старого міста у Римі. Її назва має значення близьке до  англ. main street. Як правило, італійські міста мають тільки одне корсо, однак деякі — і більше (Перуджа, Турин). Часто, але не завжди, корсо є пішоходною зоною.